# Hammersholm
Hammersholm,  oprindeligt Slotsvangegaard eller Slotsladegaarden, var oprindeligt  en bornholmsk fæstegård opført i 1725 på Slotsvangen ca. 500 meter nordøst for slotsruinen Hammershus på Bornholm. Den ligger højt og frit i landskabet, og har også været nævnt som  Hammershus Ladegård. 
Hammersholm var allerede i 1700-tallet en stor gård, den største i birket, og på flere hundrede tønder land. Stuehuset er med sin lange bindingsværkslænge, sin høje granitsokkel med høj kælder og den kvadratiske sal over kælderen et repræsentativt eksempel på et stuehus fra en stor bornholmsk 1700-tals gård. Gården blev fredet i 2015.

## Omgivelserne
I området omkring Hammersholm er der helleristninger
fra bronzealderen med skibe, hjulkors og skåltegn og  også nogle heste. 
I landskabet i findes adskillige spor efter senere tiders stenbrydning, bl.a. på den markante klipperyg Langebjerg har der været flere små stenbrud.
Som en del af Naturpakken 2016 blev der i 2018  udpeget 84 hektar skov  til ny anden biodiversitetsskov i skovene omkring  Hammersholm og Slotslyngen. Store dele af området er allerede udlagt som urørt skov eller græsningsskov, og disse bindes nu sammen med den nye udpegning.  Området er en del af Natura 2000-område nr. 184 Hammeren og Slotslyngen
Området blev naturfredning allerede i 1929, og er en del af den store fredning  Hammershus og Slotslyngen.